# Evropski varuh človekovih pravic
Evropski varuh človekovih pravic preiskuje in obravnava pritožbe zoper institucije, organe in agencije Evropske unije. Od leta 2013 to funkcijo opravlja Emily O'Reilly iz Irske.
Glavna naloga evropskega varuha človekovih pravic je obravnavanje pritožb evropskih državljanov, podjetij in organizacij ter pomoč pri odkrivanju nepravilnosti v delovanju institucij Evropske unije, ki ne spoštujejo zakonodaje ali načel dobrega upravljanja ter kršijo človekove pravice. Zadeve preiskujejo na podlagi pritožb ali na lastno pobudo. Evropski varuh človekovih pravic deluje popolnoma neodvisno in brez navodil katerekoli vlade ali organizacije, vendar pa mora vsako letu predložiti poročilo o svojem delu Evropskemu parlamentu.
Za kršitve in nepravilnosti štejejo zlasti:
- diskriminacija
- upravne nepravilnosti
- molk organa
- zloraba pooblastil
- zavračanje podatkov
- neupravičeno zavlačevanje

Evropski varuh človekovih pravic ni pristojen:
- Za pritožbe proti nacionalnim, regionalnim ali lokalnim upravam držav članic, tudi v primerih da se le-te nanašajo na zadeve EU
- Za zadeve državnih sodišč ali nacionalne varuhe človekovih pravic
- Za pritožbe proti podjetjem ali posameznikom
- Za pritožbe o katerih trenutno odloča sodišče ali je o njih že odločalo

Evropskemu varuhu človekovih pravic se lahko pritožimo šele po tem, ko smo po nepravilnih obravnavah institucij, organov ali agencij EU, že sami neuspešno poskušali doseči odpravo nepravilnosti. 
Pritožba mora biti vložena v roku dveh let po tem, ko smo ugotovili nepravilnost. Zaprosimo lahko za zaupnost pritožbe, vendar moramo v njej natančno navesti svoje podatke in podatke proti kateri instituciji vlagamo pritožbo ter zaradi česa jo vlagamo.
Varuh bo nato najprej obvestil telo, ki ga pritožba zadeva ter poskušal doseči sporazumno rešitev za odpravo nepravilnosti. 
Če pri tem ne bo uspešen bo instituciji poslal priporočila. Če jih le-ta ne sprejme, lahko varuh o Evropskemu parlamentu predloži posebno poročilo, po katerem bo parlament primerno politično ukrepal.
Evropski varuh vsako leto prejme med 3000 in 4000 pritožb. 60-70 % od tega je povezanih z Evropsko komisijo, 12% s Parlamentom in 10% naslovljenih na EPSO ter približno 9 % na Evropski urad za boj proti goljufijam. 
Evropskega varuha človekovih pravic izvoli Evropski parlament. Njegov mandat traja 5 let in ima možnost ponovne izvolitve.